# Фенолформальдегідна смола

Просторова структура бакеліту

 Фенолформальдегідні смоли [-C 6H3(OH)-CH2-]n — різновид конденсаційних смол, продукти поліконденсації фенолу C6H5OH з формальдегідом CH2O.

## Загальний опис
Фенолформальдегідна смола — це смола синтетичного походження, що має властивості термореактопластів або реактопластів. Такі смоли є олігомерними або рідкими речовинами, отриманими за допомогою поліконденсації формальдегіду з фенолом в кислому або ж лужному середовищі (резольні, новолачні смоли або бакеліту). Це надалі впливає на властивості кінцевого продукту. Реакція поліконденсації проводиться в присутності кислих (соляна, сірчана, щавлева і інші кислоти) або лужних каталізаторів (аміак, гідроксид натрію, гідроксид барію). При цьому утворюються новолак, бакеліт, резол.
При надлишку фенолу у кислому каталізаторі утворюється лінійний полімер — новолак, ланцюг якого містить приблизно 10 фенольних залишків, з'єднаних між собою метиленовими містками.
Новолаки — термопластичні полімери, які самі по собі не здатні переходити в неплавкий і нерозчинний стан. Але вони можуть перетворюватися в тривимірний полімер при нагріванні їх з додатковою порцією формальдегіду в лужному середовищі.
І формальдегід, і фенол, що застосовуються у виробництві фенолформальдегідної смоли, є отруйними і вогненебезпечними речовинами. Фенолформальдегідна смола негативно впливає на організм людини: викликає екземи та дерматити. Більше того, формальдегід має ще й канцерогенну дію.
Бакеліт — твердий, міцний і теплоізоляційний матеріал, використовується як електроізолятор.
При використанні лужних каталізаторів і надлишку альдегіду в початковій стадії поліконденсації виходять лінійні ланцюги резол, які при додатковому нагріванні «зшиваються» між собою за рахунок груп CH2OH, що знаходяться в пара-положенні фенольного кільця, з утворенням тривимірного полімеру — резита.

## Властивості
Затверділі смоли характеризуються високими тепло-, водо- і кислотостійкістю, а в поєднанні з наповнювачами мають високу механічну міцність. 

## Застосування
- у виробництві пластичних мас: затверділі смоли називаються резитами, затверділі у присутності сульфокислот нафтових — карболітами, у присутності молочної кислоти — неолейкорітамі;
- у виробництві лаків, клеїв синтетичних, підшипників, гальмівних накладок, куль для більярду;
- з карболіту (затверділа фенолформальдегідна смола) виготовлялися корпуси мультімерів деяких радянських моделей;
- також дана речовина використовується як сполучний компонент для виробництва наповнених прес-композицій з різними наповнювачами (борошно деревне, скловолокно, целюлоза), деревно-стружкових і деревоволокнистих плит, заливальних і просочувальних композицій (для наповнених волокном і тканинах матеріалів, для фанери), клеїв.

З фенолформальдегідного полімеру, додаючи різні наповнювачі, отримують фенолформальдегідні пластмаси, т. зв. фенопласти. Їх застосування дуже широке. Це: вальниці, шестерні і гальмівні накладки для машин; хороший електроізоляційний матеріал в радіо- і електротехніці. Виготовляють деталі великих розмірів, телефонні апарати, електричні контактні плати. Для склеювання пінополістирольних плит, застосовуваних для виготовлення моделей у ливарному виробництві.  
Фенолоформальдегідні полімери застосовуються у вигляді пресувальних композицій з різними наповнювачами, а також у виробництві лаків і клею. 

## Отримання фенолформальдегідної смоли
1. У пробірку поміщають 10 крапель рідкого фенолу і 8 крапель 40 % формальдегіду. Суміш нагрівають на водяній бані до розчинення фенолу. Через 3 хвилини в пробірку додають 5 крапель концентрованої соляної кислоти і поміщають її у склянку з холодною водою. Після утворення в посудині двох чітких фаз слід злити воду і вилити полімер з пробірки. Протягом декількох хвилин утворена новолачна смола твердне.
2. У невелику колбу поміщають 15 г фенолу і 25 мл концентрованого розчину формаліну і нагрівають (під тягою) на пальнику, періодично струшуючи вміст колби. Додають 1-2 мл соляної кислоти і продовжують нагрівання. Спочатку реакція йде бурхливо і суміш в колбі стає однорідною. Через деякий час (близько 10 хвилин) на дні колби утворюється смолистий осад. Верхній шар рідини зливають й швидко витягують смолу, яка на повітрі густіє і поступово твердне.